# Cristina Vélez-Nauer
María Cristina Vélez-Nauer (1949) es una bióloga, botánica y sinanteróloga colombiana de ascendencia suiza. Desarrollaba actividades académicas y de investigaciòn en el Herbario Universidad del Quindío HUQ.
En 1980, obtuvo un doctorado por la Universidad de Múnich, en Ciencias Naturales, especializándose en estudios carpológicos en Astereae.

## Algunas publicaciones
- maría cristina Vélez Nauer, carlos a. agudelo Henao, diego macías Pinto. "Flora arvense de la región cafetera centro andina de Colombia Nº 2". Monografías De La Flora Andina 4 ( 2): 1 - 150 ISSN 2006 0123-9538 2006

- --------------------------------, paula a. viveros Bedoya, julio c. molina Rodríguez. "Descripciones morfológicas de Orchidaceae en la selva de Villa Ligia , Municipio de Circasia, Departamento del Quindío.". Rev. De Investigaciones Universidad Del Quindio. Editorial Universidad Del Quindio 4 (13 ): 19 - 28, ISSN 1794-631X 2004

- --------------------------------, ------------------------------, ------------------------------. "Inventario de la familia Orchidaceae en la selva del Ocaso en el Quindío". Monografías De La Flora Andina 3: 59 - 118 ISSN 0123-9538 2001

- --------------------------------, diego macías Pinto. "La familia Rubiaceae en el Departamento del Quindío". Rev. Universidad Del Quindío 6: 21 - 30 ISSN 0121-795X 1996

- --------------------------------, santiago Díaz Piedrahíta. "Los géneros Jalcophila y Chevreulia (Asteraceae-inulae) en Colombia". Rev. De La Academia Colombiana De Ciencias Exactas, Físicas Y Naturales ISSN 0370-3908 ed: Universidad Nacional De Colombia Sede Bogotá XIX: 25 - 26, 1994

- --------------------------------, -----------------------------. "Nueva especie de Trixis (Astteraceae) de Colombia". Rev. De La Academia Colombiana De Ciencias Exactas, Físicas Y Naturales ISSN 0370-3908 ed: Universidad Nacional De Colombia Sede Bogotá 18: 149 - 151, 1991

### Libros
- maría cristina Vélez Nauer, carlos a. agudelo Henao, diego macías Pinto. "Flora arvense de la región cafetera Centro- Andina de Colombia Familias Balsaminaceae a Leguminosae". Ed. Universidad del Quindío- Centro de publicaciones Universidad del Quindío. 149 pp. ISBN 0123-9538 2006

- neyver rivera García, maría cristina Vélez Nauer. "Sinopsis de la familia Cucurbitaceae para el departamento del Quindío". Monografías De La Flora Andina 2: 1-63 ISSN 0123-9538 2001

- maría cristina Vélez Nauer, diego macías Pinto, carlos a. agudelo Henao. "Flora arvense de la región cafetera centro andina de Colombia". Monografías De La Flora Andina 1: 1 - 186 ISSN 0123-9538 1998 detalles

- santiago Díaz Piedrahíta, maría cristina Vélez Nauer. Revisión de las tribus Barnadesiae y Mutisieae (Asteraceae) para la Flora de Colombia. Vol. 1 de Monografías del Jardín Botánico José Celestino Mutis. Editor	Jardín Botánico "José Celestino Mutis", 162 pp. 1997

- maría cristina Vélez Nauer, santiago Díaz Piedrahíta. "Revisión de las tribus Barnadesieae y Mutisieae para la flora de Colombia". Monografías Del Jardín Botánico José Celestino Mutis 1: 1 - 160 1993

- --------------------------------, ----------------------------. "Flora de Colombia Nº 13 Asteraceae, Heliantheae-Steiractinia.". Flora De Colombia / Univ. Nacional De Colombia ; Colciencias ISSN 0120-4351 ed: Hermanos Arbeláez, vol. 13: 1 - 65, 1990

- santiago Díaz Piedrahíta, maría cristina Vélez Nauer. Asteraceae, Heliantheae 1. Volumen 13 de Flora de Colombia. Editor Univ. Nacional de Colombia, 184 pp. 1990

### Capítulos de libros
- maría cristina Vélez Nauer, carlos a. agudelo Henao, maría del p. sepulveda Nieto, diego macías Pinto. "La flora del Quindío" Riqueza Biótica Quindiana. ISBN 9589746047 ed: Optigraf pp. 20 - 248, 2006

## Honores
Premios y reconocimientos
- 1995: Exaltación Palma de Cera, Orquídeas

- La abreviatura «Vélez-Nauer» se emplea para indicar a Cristina Vélez-Nauer como autoridad en la descripción y clasificación científica de los vegetales.[3]